# Való Világ 5
A Való Világ 5 (alcíme: Aréna) az RTL Klub valóságshowjának ötödik szériája. A műsor 2011. szeptember 12-én vette kezdetét, alig 4 hónappal a Való Világ 4 befejezése után. Az RTL Klub a negyedik széria fináléját követően castingot hirdetett a soron következő, immáron ötödik Való Világ szériához. A jelentkezők kiválasztására nyáron került sor. A műsorra közel 38 ezer ember jelentkezett.
A show házigazdája Sebestyén Balázs és Lilu. A műsorhoz kapcsoló NekedValó, valamint BeleValóVilág című műsor a Cool TV-n látható, előbbit Istenes Bence és Rácz Ildikó (VV4 Gigi), utóbbit Nádai Anikó (VV4 Anikó), Rácz Béla (VV4 Béci) és Simor Olivér (VV4 Olivér) vezeti.
A műsor 2012. február 26-án Knapp Attila győzelmével ért véget.

## A műsor menete

### Változások
Az ötödik Való Világ szériához nemcsak a Villát alakították át, hanem elkészült egy új épület is. Az Aréna a játékban kéthetente zajló Megmérettetés helyszíne lesz. Ebben az évadban a Kiválasztás és a Kihívás elleni védettséget immáron a Megmérettetés során szerzi meg a játékos.
Az utolsó beköltözőshow másnapján Lilu bejelentette, hogy október 4-én sor kerül az első Megmérettetésre. A legjobban teljesítő lány és fiú védettséget kapott, a további 12 játékos közül az a két villalakó, akire a legkevesebb nézői szavazat jut, kiesett a játékból. Helyükre azonban két új lakó érkezett, akik egy dupla beszavazóshow keretében kerültek kiválasztásra, így a műsor ismét 14 játékossal folytatódott tovább.

### Villalakó-jelöltek
A vastagon szedett jelölt költözhetett be a villába.
| Kategória             | 1. jelölt   | 1. jelölt | 2. jelölt  | 2. jelölt | 3. jelölt | 3. jelölt |
| --------------------- | ----------- | --------- | ---------- | --------- | --------- | --------- |
| Alfahímek             | Viktor      | (18%)     | Beló       | (24%)     | Gergő     | (58%)     |
| Szenvedélyes nők      | Szilvi      | (13%)     | Seherezádé | (50%)     | Bea       | (37%)     |
| Dumagépek             | Ricsi       | (17%)     | Márió      | (9%)      | Fecó      | (74%)     |
| Cselszövők            | Kinga       | (48%)     | Reni       | (37%)     | Viki      | (15%)     |
| Összeférhetetlenek    | Tibor       | (20%)     | Attila     | (49%)     | Kukker    | (31%)     |
| Alekosz exei          | Veronika    | (56%)     | Andrea     | (8%)      | Barbara   | (36%)     |
| Furák                 | Edi és Rudi | (29%)     | Adrienn    | (30%)     | Annamária | (41%)     |
| Plázacicák            | Dya         | (51%)     | Niki       | (10%)     | Sysi      | (39%)     |
| Skalpvadászok         | Márkó       | (18%)     | Cristofel  | (45%)     | Szili     | (37%)     |
| Amazonok              | Valéria     | (24%)     | Kati       | (31%)     | Melinda   | (45%)     |
| Valóságshow veteránok | Lackó       | (37%)     | Péter      | (44%)     | Rambó     | (19%)     |
| Szüzek                | Tomi        | (14%)     | Feri       | (41%)     | Bandi     | (45%)     |
| Érzékeny lelkűek      | Roberta     | (40%)     | Juditka    | (8%)      | Vera      | (52%)     |
| Helyes pasik          | Renátó      | (41%)     | Peti       | (10%)     | Csaba     | (49%)     |
| Karrieristák          | Hajnal      | (7%)      | Eszter     | (52%)     | Susi      | (41%)     |
| Feltörekvők           | Shadi       | (43%)     | Andris     | (39%)     | Dako      | (18%)     |

### Villalakók
| Név                                           | Kor | Kategória           | Lakhely        | Foglalkozás          | Beköltözés ideje     |
| --------------------------------------------- | --- | ------------------- | -------------- | -------------------- | -------------------- |
| Gergő (Dukai Gergely)                         | 31  | Alfahím             | Kapuvár        | felszolgáló, szakács | 2011. szeptember 17. |
| Seherezádé (Nagy Vivien Seherezádé Bernadett) | 20  | Szenvedélyes nő     | Róma           | tanuló               | 2011. szeptember 17. |
| Fecó (Balogh Ferenc)                          | 28  | Dumagép             | Pécs           | raktáros             | 2011. szeptember 17. |
| Kinga (Kutai Kinga)                           | 22  | Cselszövő           | Budapest       | hostess              | 2011. szeptember 17. |
| Attila (Knap Attila)                          | 33  | Összeférhetetlen    | Gyoma          | ötletgazda           | 2011. szeptember 17. |
| Veronika (Mészáros Veronika)                  | 19  | Alekosz exe         | Budapest       | hostess, felszolgáló | 2011. szeptember 17. |
| Annamária (Néma Annamária)                    | 22  | Fura                | Budapest       | felszolgáló          | 2011. szeptember 18. |
| Dya (Kovács Diána)                            | 25  | Plázacica           | Budapest       | modell               | 2011. szeptember 20. |
| Cristofel (Pittmann Cristofel)                | 18  | Skalpvadász         | Budapest       | tanuló               | 2011. szeptember 21. |
| Melinda (dr. Kuti Melinda)                    | 30  | Amazon              | Székesfehérvár | életművész           | 2011. szeptember 22. |
| Péter (Knizner Péter)                         | 34  | Valóságshow veterán | Budapest       | szociálpedagógus     | 2011. szeptember 23. |
| Bandi (Huszta András)                         | 20  | Szűz                | Kiskunhalas    | tanuló               | 2011. szeptember 25. |
| Vera (Kertész Veronika)                       | 27  | Érzékeny lelkű      | Budapest       | értékesítő           | 2011. szeptember 26. |
| Csaba (Galánta Csaba)                         | 23  | Helyes pasi         | Székesfehérvár | tanuló               | 2011. szeptember 27. |
| Eszter (dr. Dadi Eszter)                      | 29  | Karrierista         | Budaörs        | ügyvéd               | 2011. október 6.     |
| Shadi (Al-Subhein Suleiman Shadi)             | 23  | Feltörekvő          | Budapest       | vállalkozó           | 2011. október 6.     |

### Kiválasztás
| Villalakók   | 0.                          | 1.                     | 2.                       | 3.                         | 4.                         | 5.                           | 6.                      | 7.                      | 8.                           | 9.                      | 10.                     | 11.         | Státusz                                     |
| Villalakók   | 2011                        | 2011                   | 2011                     | 2011                       | 2011                       | 2011                         | 2011                    | 2012                    | 2012                         | 2012                    | 2012                    | 2012        | Státusz                                     |
| Villalakók   | október 6.                  | október 16.            | október 30.              | november 13.               | november 27.               | december 11.                 | december 23.            | január 8.               | január 22.                   | február 5.              | február 15.             | február 21. | Státusz                                     |
| ------------ | --------------------------- | ---------------------- | ------------------------ | -------------------------- | -------------------------- | ---------------------------- | ----------------------- | ----------------------- | ---------------------------- | ----------------------- | ----------------------- | ----------- | ------------------------------------------- |
| Attila       | 8%                          | Csaba                  | Eszter                   | Eszter                     | Annamária                  | Csaba                        | Vera                    | Fecó                    | Eszter                       | Fecó                    | Vera                    | Fecó        | Győztes (163 napot töltött a Villában)      |
| Csaba        | Védett                      | Vera                   | Eszter                   | Eszter                     | Attila                     | Eszter                       | Attila                  | Eszter                  | Eszter                       | Seherezádé              | Attila                  | Seherezádé  | 2. helyezett (144 napot töltött a Villában) |
| Seherezádé   | 4%                          | Csaba                  | Attila                   | Kinga                      | Kinga                      | Csaba                        | Attila                  | Kinga                   | Kinga                        | Kinga                   | Attila                  | Fecó        | 3. helyezett (163 napot töltött a Villában) |
| Fecó         | 33%                         | Péter                  | Péter                    | Eszter                     | Veronika                   | Veronika                     | Péter                   | Seherezádé              | Eszter                       | Seherezádé              | Seherezádé              | Attila      | Kiszavazva (150 napot töltött a Villában)   |
| Vera         | Védett                      | Csaba                  | Eszter                   | Veronika                   | Veronika                   | Csaba                        | Attila                  | Attila                  | Attila                       | Kinga                   | Attila                  |             | Kiszavazva (146 napot töltött a Villában)   |
| Kinga        | 6%                          | Csaba                  | Eszter                   | Veronika                   | Seherezádé                 | Veronika                     | Vera                    | Eszter                  | Seherezádé                   | Seherezádé              |                         |             | Kiszavazva (148 napot töltött a Villában)   |
| Eszter       | Még nem volt játékban       | Csaba                  | Shadi                    | Shadi                      | Vera                       | Csaba                        | Vera                    | Kinga                   | Attila                       |                         |                         |             | Kiszavazva (125 napot töltött a Villában)   |
| Péter        | 8%                          | Csaba                  | Fecó                     | Eszter                     | Annamária                  | Fecó                         | Vera                    | Kinga                   |                              |                         |                         |             | Kiszavazva (114 napot töltött a Villában)   |
| Gergő        | 9%                          | Csaba                  | Eszter                   | Eszter                     | Vera                       | Csaba                        | Attila                  |                         |                              |                         |                         |             | Kiszavazva (106 napot töltött a Villában)   |
| Veronika     | 5%                          | Csaba                  | Eszter                   | Kinga                      | Vera                       | Fecó                         |                         |                         |                              |                         |                         |             | Kiszavazva (93 napot töltött a Villában)    |
| Annamária    | 4%                          | Attila                 | Attila                   | Shadi                      | Attila                     |                              |                         |                         |                              |                         |                         |             | Kiszavazva (77 napot töltött a Villában)    |
| Shadi        | Még nem volt játékban       | Attila                 | Eszter                   | Annamária                  |                            |                              |                         |                         |                              |                         |                         |             | Kiszavazva (45 napot töltött a Villában)    |
| Dya          | 12%                         | Veronika               | Vera                     |                            |                            |                              |                         |                         |                              |                         |                         |             | Kiszavazva (47 napot töltött a Villában)    |
| Cristofel    | 5%                          | Csaba                  |                          |                            |                            |                              |                         |                         |                              |                         |                         |             | Kiszavazva (32 napot töltött a Villában)    |
| Melinda      | 4%                          |                        |                          |                            |                            |                              |                         |                         |                              |                         |                         |             | Kiszavazva (14 napot töltött a Villában)    |
| Bandi        | 2%                          |                        |                          |                            |                            |                              |                         |                         |                              |                         |                         |             | Kiszavazva (11 napot töltött a Villában)    |
|              |                             |                        |                          |                            |                            |                              |                         |                         |                              |                         |                         |             |                                             |
| Védett       | Csaba Vera                  | Eszter                 | Csaba                    | Csaba                      | Eszter                     | Vera Seherezádé Attila Gergő | Kinga                   | Csaba Vera              | Fecó                         | Attila                  | Fecó                    | -           |                                             |
| Kiválasztott |                             | Csaba                  | Eszter                   | Eszter                     | Vera                       | Csaba                        | Vera                    | Kinga                   | Eszter                       | Seherezádé              | Attila                  | Fecó        |                                             |
| Kihívott     | Cristofel                   | Dya                    | Shadi                    | Annamária                  | Veronika                   | Gergő                        | Péter                   | Vera                    | Kinga                        | Vera                    | Attila                  |             |                                             |
| Párbaj       | október 23.                 | november 6.            | november 20.             | december 4.                | december 19.               | január 1.                    | január 15.              | január 29.              | február 12.                  | február 19.             | február 24.             |             |                                             |
| Párbaj       | Csaba (59%) Cristofel (41%) | Eszter (75%) Dya (25%) | Eszter (79%) Shadi (21%) | Vera (56%) Annamária (44%) | Csaba (82%) Veronika (18%) | Vera (67%) Gergő (33%)       | Kinga (58%) Péter (42%) | Eszter (49%) Vera (51%) | Seherezádé (66%) Kinga (34%) | Attila (76%) Vera (24%) | Attila (77%) Fecó (23%) |             |                                             |
| Kiszavazott  | Bandi Melinda               | Cristofel              | Dya                      | Shadi                      | Annamária                  | Veronika                     | Gergő                   | Péter                   | Eszter                       | Kinga                   | Vera                    | Fecó        |                                             |

### Finálé

#### A végeredmény
| Villalakó  | Eredmény | Eredmény     | Státusz      |
| Villalakó  | Első kör | Második kör  | Státusz      |
| ---------- | -------- | ------------ | ------------ |
| Attila     | 60%      | 68%          | Győztes      |
| Csaba      | 29%      | 32%          | 2. helyezett |
| Seherezádé | 11%      | 3. helyezett | 3. helyezett |

#### Az est menete
A finálét 2012. február 26-án rendezték, ahol Seherezádé, Attila és Csaba küzdött a főnyereményért.
Az utolsó nap összefoglalóját Muri Enikő fellépése követte. Szabó Ádám produkciója alatt a két műsorvezető (Lilu és Balázs) bement a Villába. Kisfilmeket néztek a villalétről, majd a három döntős követte a műsorvezetőket a stúdióba, ahol a finálé további része zajlott. A finalisták rajongói a KöKi Terminálon élőben követhették figyelemmel az eseményeket. Attila táborát VV4 Olivér, Csaba táborát VV4 Béci, Seherezádé táborát VV4 Anikó képviselte. A harmadik helyezett kihirdetése előtt Vastag Csaba énekelt a színpadon. A legkevesebb szavazatot (az összes szavazat 11%-át) Seherezádé kapta.
Újabb kisfilmeket vetítettek a két játékosról, ezután Attila és Csaba visszatért a Villába, valamint fellépett Kocsis Tibor is. Az eredményhirdetéskor Csaba a szavazatok 32%-át kapta, így a Való Világ ötödik szériáját végül Attila nyerte. Nyereménye egy éven át havi 1 millió forint, egy lakás, egy autó, valamint egy egzotikus nyaralás.

## Készítése
A műsor helyszínéül az előző szériában megismert kupola adott helyet, mely Budapesten a Nagytétényi úti Campona áruház mellett található.

### Adásidő
A műsor este 9 órakor került adásba, 16-os korhatárral.

### Jótékonysági akció
2012-ben a Való Világ ismételten a Minden Gyerek Lakjon Jól! Alapítvány részére rendezett jótékonysági hetet, a nézők SMS illetve telefonhívás segítségével gyűjthettek a rászoruló gyermekeknek. 2012-ben nem rendeztek nagyszabású show-műsort, illetve a befolyt összeget sem hozták nyilvánosságra.

## A műsor fogadtatása

### Nézettség
A Való Világ ötödik szériája ismételten jó nézettségi adatokkal szolgál az RTL Klub számára, Dirk Gerkens, az RTL Klub vezérigazgatója az Origo kérdésére elmondta, hogy „az ötödik sorozat nézettségi eredményeinek ismeretében az is nagyon valószínű, hogy lesz Való Világ 6 is.”

### Hatósági eljárás
A Nemzeti Média- és Hírközlési Hatóság (NMHH) nézői panaszok nyomán megkezdte a műsor vizsgálatát.